# ルキウス・コルネリウス・スッラ
ルキウス・コルネリウス・スッラ・フェリクス（ラテン語: Lucius Cornelius Sulla Felix、 紀元前138年 - 紀元前78年）は、共和政ローマ後期の政務官。ガイウス・マリウス、ルキウス・コルネリウス・キンナとの内乱に勝利した後、ガイウス・セルウィリウス・ゲミヌス以来120年ぶりとなる独裁官（ディクタトル）に就任した。旧来はスッラをオプティマテス（閥族派）の指導者、マリウスらをポプラレス（民衆派）の指導者とする解釈がなされていたが、現在ではそのような単純な二極構造ではなかったとも考えられている。

## 生涯

### 生い立ち

#### 出自
紀元前138年に最古のパトリキ（貴族）の1つであるコルネリウス氏族のスッラ家に生まれた。恐らく王政ローマ時代に設立されたとも考えられている最古の農村トリブスの一つが、コルネリウス氏族の名を冠している（コルネリア区）。
スッラのコグノーメン（第三名、家族名）を最初に名乗ったのは紀元前250年のフラメン・ディアリス（ユーピテル神官）プブリウス・コルネリウス・スッラで、その父がプブリウス・コルネリウス・ルフィヌス（紀元前290年執政官）と思われる。コルネリウス氏族はローマでも有数のパトリキではあったが、プルタルコスによれば、ルフィヌスが、贅沢品を所持していたとして元老院から追放されて以降、スッラ家が何をしていたかはっきりせず、経済的にも裕福な方ではなかったという。実際、ルフィヌス以降にプラエトル（法務官）は何人か出ているものの、スッラ家から執政官は出ていない。
スッラがまだ幼い頃、見ず知らずの女性に「あなたとあなたの国にとって幸福の子」（Puer tibi et reipublicae tuae felix）と呼びかけられ、次の瞬間女性はいなくなったというエピソードが残っている。但し、フェリクスのアグノーメン（第四名、愛称）を得るのは後年である。

#### 青年期

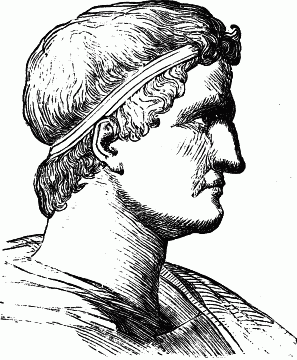
コルネリウス・スッラ

青年期のスッラは平民向けの賃貸住宅であるインスラで過ごしていた。一種の没落貴族という立場は後年までスッラについての噂や評伝に付いて回った。スッラは風貌の面でも目立った要素があり、周りの噂を更に掻き立てた。顔は白と赤の粗い斑点で覆われていた。灰色の瞳は鋭く輝き、肌の特徴と相まって周囲に威圧感を与えたと伝えられている。顔の特徴から、アテネの道化者はこう言ったという。「食卓に撒かれたクワ」。
青年期のスッラは自堕落な生活を送り、酒色に溺れては酒場で道化師や役者などと冗談を言い合いながら暮らしていた。私生活で退廃的な生き方を好んだスッラは、独裁官時代ですらこうした酒色・色欲を捨てなかった。晩年には同性の恋人もしばしば持ち、メトロビウスというギリシャ人の男娼を妾にしている。
スッラ自身は肌の事を除けば優美な風貌の青年であり、ニコポリスという女性の愛人となって彼女の相続人となり、また継母にも愛されて遺産を受け継ぐことでそれなりの資産を持つに至った。

### ユグルタ戦争

#### クァエストル
財産を相続したスッラはクルスス・ホノルムを歩み始める。スッラは紀元前107年に財務官（クァエストル）に就任したが、その年の執政官が後に因縁の仲となるガイウス・マリウスであった。スッラより20歳ほど年上のマリウスは、小スキピオの配下として軍務経験を重ね、政治家に転身して護民官を皮切りに法務官や属州総督を務めた後、紀元前109年に北アフリカで起きたユグルタ戦争でローマ軍のレガトゥス（副将）として出陣していた。しかし司令官クィントゥス・カエキリウス・メテッルスと対立して紀元前108年末に単身帰国し、戦争の早期終結を公約に新たな執政官に当選した。マリウスはメテッルスに代わってユグルタとの戦いの指揮をとることになる。
スッラはヌミディアへ侵攻するマリウスの下へ配属され、同盟市から騎兵を集め、北アフリカで略奪を行うマリウスに遅れて合流した。マリウスは、この自堕落な若者を配下に迎えなければならないことに怒ったという。マリウスは冬営地をキルタに定め、移動中にユグルタとその義理の父であるマウレタニア王ボックス1世の襲撃を幾度か撃退した。スッラは騎兵を率いてよく戦った。ボックスはマリウスに使者を送り話し合いを望んだため、アウルス・マンリウスとスッラが派遣された。雄弁なスッラはボックスを説得し、その態度を軟化させた。ボックスはマリウスの不在中に使者を送り、プロプラエトル権限で守備を任されたスッラにもてなされた。マリウスの帰陣後、軍中コンシリウム（指揮官会議）が行われ、使者たちはローマへ赴き許しを求めることとなった。

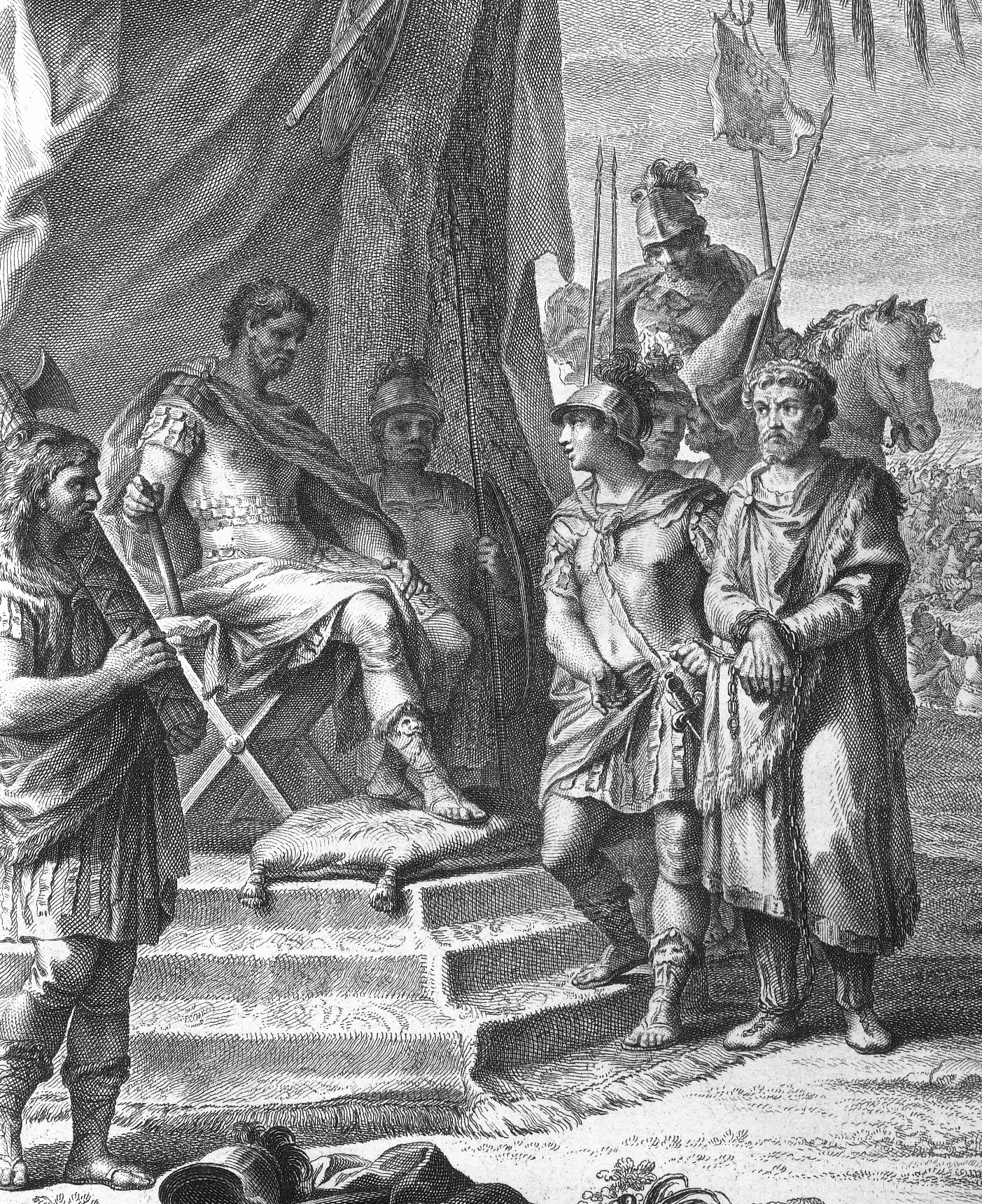
捕らえられるユグルタ王

#### ユグルタ捕囚
ボックスはすっかりスッラを信用し、マリウスにスッラを交渉役に寄越すよう求めた。スッラが護衛と共に出発すると、ボックスの息子ウォルックスの出迎えを受けた。その後偵察でユグルタが小勢で待ち伏せしていることが分かったため、他の者たちはウォルックスを疑ったが、スッラは彼を信じ、ユグルタの迷いを見切って大胆に行進し難を逃れた。スッラはボックスと交渉し、平和を望むならユグルタを引き渡すしかないと説得した。ボックスはしたたかな人間で、最後までどちらに付くべきか悩んだが、結局ユグルタをスッラに引き渡した。
ユグルタを捕らえられたことが知らされると、マリウスはローマ不在のまま翌年の執政官に選出され、紀元前104年1月1日に凱旋した。凱旋式を行ったのはマリウスであったが、彼を妬むものたちはスッラの功績を高く評価し、マリウスを苛つかせた。尊大なスッラは指輪（ローマ貴族は指輪を身分証にしていた）に「ボックスが送ったユグルタの受取人はスッラ」と刻んで功績を誇示した。

### キンブリ・テウトニ戦争

#### マリウスの下で

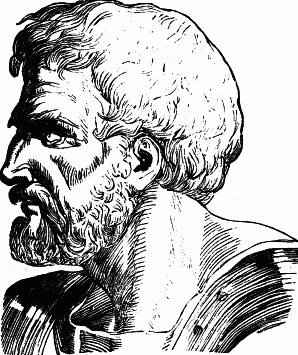
ガイウス・マリウス

当時のローマは、南方だけでなく北方にも問題をかかえていた。紀元前113年、キンブリ族やテウトネス族などがローマ領内に侵攻し、ローマ軍は各地で破れていた（キンブリ・テウトニ戦争）。スッラがユグルタを捕らえた直後の紀元前105年10月6日にも、クィントゥス・セルウィリウス・カエピオがアラウシオの戦いで大敗を喫していた。前104年から連続で執政官に当選したマリウスは、このような危機に対処するため大胆な軍制改革を推し進める。マリウスはスッラに嫉妬してはいたが、スッラを利用することにし、執政官の間に彼をレガトゥスやトリブヌス・ミリトゥムとして登用した。スッラはガリア人の一部族テクトサゲス族のコピッルス王を捕らえ、マルシ人を弁舌で同盟国にするなど功績を挙げた。

#### カトゥルスの下で
しかし、それらの成功にマリウスが嫉妬し、これ以上の成果を望んでいないことを知ったスッラは、マリウスの同僚執政官クィントゥス・ルタティウス・カトゥルスのもとに身を寄せた。カトゥルスの下でスッラは存分に力を発揮し、マリウスの軍が食糧不足に悩まされている時でも、彼のおかげでカトゥルスの軍には豊富に食料があったという。そうした些細なことからマリウスとの仲が悪化していった。
紀元前101年、20万を越すキンブリ族に対し、ローマ軍が決定的な勝利を得た（ウェルケラエの戦い）。スッラはカトゥルスの配下として参加している。この戦いでは敵の包囲作戦に対し、戦場を粉塵が覆ってローマ軍はうまく対処できなかったため、まずカトゥルス軍が敵と当たることになった。スッラによれば、寒冷地で育った敵に対し夏至に戦ったのが有利に働いたという。カトゥルスは、自軍は精強で汗一つかかずに戦い抜いたと自画自賛している。カトゥルスは当時プロコンスルだったため、勝利の栄光は正規執政官のマリウスが享受したが、凱旋式を独り占めすることは避けた。
敵軍に勝利したマリウスは、ロームルス、マルクス・フリウス・カミッルスに続くローマ第三の建国者と讃えられた。マリウスは計7回もの執政官当選を果たすなど、民衆派の指導者として圧倒的な地位を獲得する。

### クルスス・ホノルム

#### プラエトル・ウルバヌス
スッラほど素晴らしい、恵まれた人間がいるだろうか。

富と権力を惜しげもなく与えられた彼は、

古い法を廃し、新しい法を作った。

しかしそのスッラですら、プラエトル選挙では屈辱を味わったのだ。
ウァレリウス・マクシムス『有名言行録』7.5.5

スッラは軍事的キャリアを十分に積んだと考え、紀元前95年に翌年の法務官（プラエトル）選挙に打って出たが、民衆はユグルタ戦争でスッラがボックス1世と友好関係を築いたことを知っており、アフリカの野獣を使った見世物を期待して彼に法務官でなくアエディリスになることを望み、落選した。
スッラは翌紀元前94年に再起を期して法務官選挙に立候補、今度は大金を投じて票を買い集め、翌年の法務官に就任した。高位政務官である法務官経験者は元老院に議席を持ち、また総督などへの就任権限を得ることができた。漸く有力者の仲間入りを果たしたスッラはあるとき法務官の職務に不満を抱き、「自分の権威なのになんで自分に不利なことをしなければならないだ」と友人に怒って言ったところ、「そのためにその地位を買ったと思ったらいいんじゃないか」とからかわれたという。

#### キリキア赴任
法務官の後、スッラは前法務官（プロプラエトル）としてキリキア担当となった。そこで彼はポントゥス王ミトリダテス6世の動向ににらみを効かせ、カッパドキアのアリオバルザネス1世の復位を後押しした。ミトリダテスの将軍アルケラウスと戦った時には、地理に不案内な上に敵が大軍だったため一時休戦を申し入れ、敵が油断した隙に撤退した逸話が残っている。またユーフラテス川でパルティアの使者オロバズスとアリオバルザネスを交え鼎談しているが、これはパルティアとローマの最初の交流であり、スッラにとって幸運なことだった。

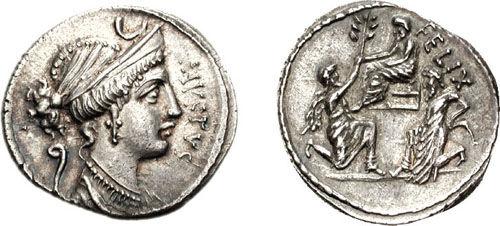
スッラの子ファウストゥスが紀元前56年頃鋳造したデナリウス銀貨。上に座るスッラに左下のボックス1世が後ろ手に縛った右下のユグルタを捧げ、FELIXと刻まれている

このことは評価される一方、彼の出過ぎた行動に非難も受けている。しかし、オロバズスの従者からは、「彼は必ず世界で最も偉大な男になる」と言われたという。スッラは紀元前92年頃の帰国後、他国の王から大規模な贈賄を受けた容疑で告発されたが、後にこの告発は取り下げられた。しかし、これで執政官への立候補が遅れたのではないかとも考えられている。

#### マリウスとの諍い
マウレタニア王ボックス1世は、スッラやローマ市民のため、ユグルタ捕縛の場面を描いた戦勝像をカピトリウムに奉納した。これに怒ったマリウスは「無礼な戦勝像」を引き摺り下ろそうとしたが、スッラを支持するものたちも多く、論争が巻き起こった。しかし、この対決は中断された。同盟市戦争が勃発したからである。マリウスの軍制改革によってローマ正規軍は徴兵制から志願制に変わり、プロレタリイであっても兵役を勤め上げれば土地を与えられるようになったのに対し、ローマ市民と同様に兵力供出の義務を負っていたが選挙権を持たなかった同盟市にとっては何のメリットもなく、彼らの不満が爆発して内乱状態となった。

### 同盟市戦争

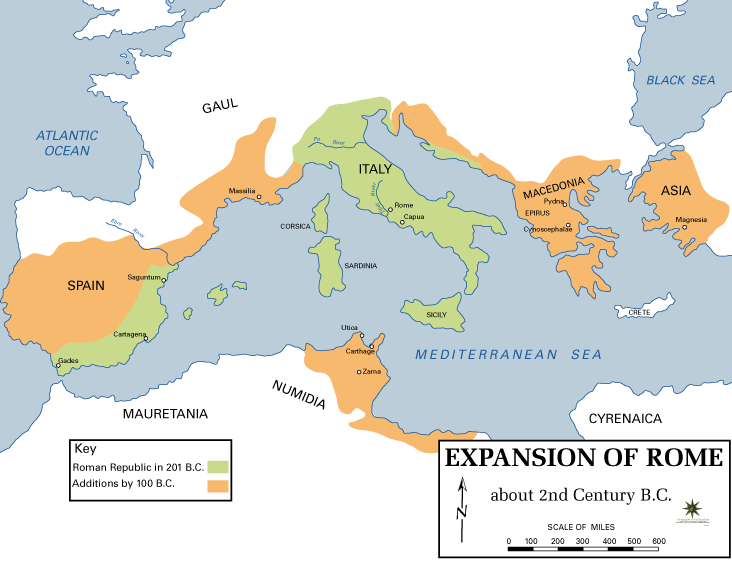
同盟市戦争時のローマ領

この戦争でマリウスは体調面の不調から、総指揮官の職を他者に譲らざるを得なかった。対照的にスッラはこの戦争で大いに名を揚げることになる。
スッラは自分が必要とする場合は媚びるが、逆に必要とされた場合は尊大で、その二つの性質が混在していた。ささいな失敗で死刑にするかと思えば、重大な失敗には寛容だった。後の復讐心に満ちたスッラからすれば、この時期は兵を掌握するため寛容に振る舞っていたとも考えられる。兵たちの奮起を期待して将軍を処罰するなど先を見据えており、ミトリダテス6世戦を狙って兵をかわいがった。
紀元前90年からの同盟市戦争ではクラッススの父プブリウスらと共に執政官ルキウス・カエサルの下でレガトゥスを務めた。一方マリウスはポンペイウスの父ストラボらと共にもう一人の執政官プブリウス・ルプスのレガトゥスとなった。ルキウス・カエサルはサムニウムと戦ったが苦戦し、ノラやアエセルニアを奪われたものの後に巻き返した。プブリウス・ルプスはマルシ人との戦いで命を落としたが、マリウスは敵の指揮官を倒すなど活躍した。アエセルニア付近で不意打ちを食らったスッラは、和平交渉を行ったものの合意には至らなかった。しかしこの休戦で敵が油断していることを見抜き、ラッパ吹きを偽装に残して撤退した逸話が残っている。アケッラエではスッラとマリウスが共同してマルシ人と戦い勝利しているが、マルシ人は非常に好戦的な民族で、彼らに勝利して凱旋式を挙げたのはこの一度だけであったという。
翌紀元前89年4月30日、スッラはスタビアエ（現カステッランマーレ・ディ・スタービア近郊）の街を破壊している。スッラがノラの近郊にあったサムニウムの要塞を攻撃する前に神々に生け贄を捧げていると、祭壇の下から蛇が出てきた。これを見た占い師はスッラにすぐに攻撃するよう助言したといい、これを占領している。また、ポンペイの将軍を打ち破り、ノラに逃げ込む敵を2万人以上を殺害すると、更にヒルピニ族の街アエクラヌム（現ミラベッラ・エクラーノ近郊）を策略で陥落させ略奪し、ヒルピニ族を降伏させた。他にもサムニウムの将軍を打ち破りボウァヌムといった街を陥落させている。
ルキウス・カエサルの提出したユリウス市民権法（Lex Iulia de civitate latinis et sociis danda）による政治的解決で、内戦が形式的には終結すると、スッラは執政官（コンスル）に選出された。この戦争でスッラの名声は響き渡り、将軍としての勇気と実力も執政官となるに十分と見なされたという

### ミトリダテス戦争

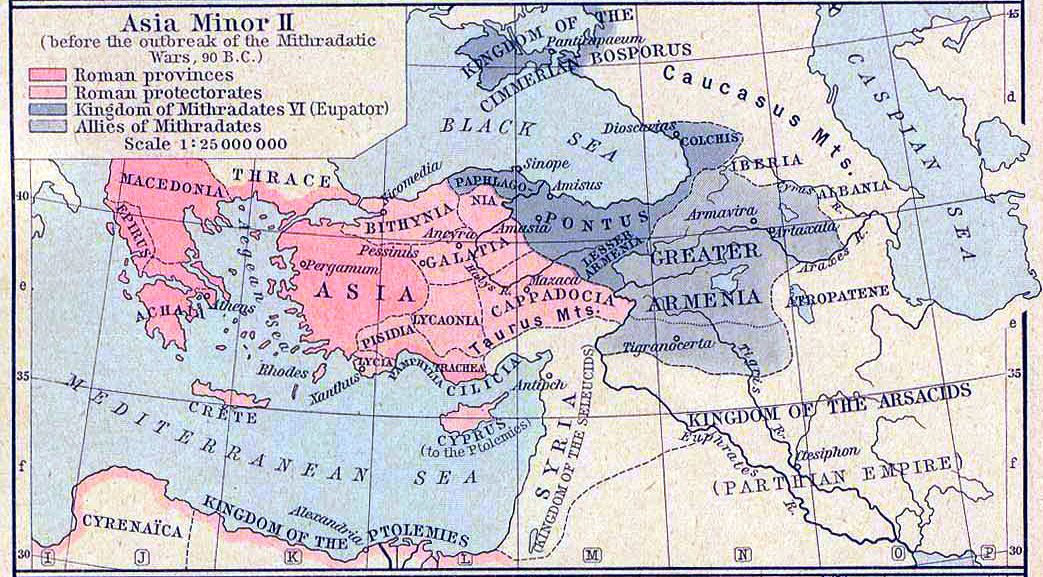
小アシアの勢力図

#### コンスル
紀元前88年、50歳で執政官に就任したスッラは、同年にミトリダテス6世が挙兵して第一次ミトリダテス戦争が始まると総司令官として出征することとなった。スッラはイタリカ連合の最後の拠点であるノラへと向かった。
一方、マリウスは老いを感じつつあったが、未だその野心は衰えていなかった。マリウスは密かに護民官プブリウス・スルピキウス・ルフスと手を結んだ。スルピキウスは凶悪な男で、解放奴隷や外国人相手にローマ市民権を売買し（同盟市の新市民を全35トリブスに登録する法案を通過させた）、身の回りを3000人の剣士で固めて反元老院派を気取っていた。スルピキウスはミトリダテス戦争の指揮権をマリウスに移す法案（Lex Sulpicia de bello mithridatico C. Mario decernendo）を提出した。
スッラはこれを知ると直ちにローマへと引き返した。スッラと同僚執政官クィントゥス・ポンペイウス・ルフスは、この法案通過を阻止するため、カストルとポルックス神殿で公務停止命令を下したが、騒動が起りスッラの娘と結婚していたポンペイウス・ルフスの子は死亡し、ポンペイウス・ルフス自身も逃亡した。スッラもマリウス派に追い詰められ公務停止命令を撤回せざるを得なかった。スルピキウスはノラを攻囲する軍をマリウスの支配下にすべく使者を飛ばした。しかしローマを脱出したスッラは先回りしてこの使者を殺害し、軍を掌握した。兵たちは、執政官から一私人にインペリウムが移ったことに腹を立てていたとも言われる。

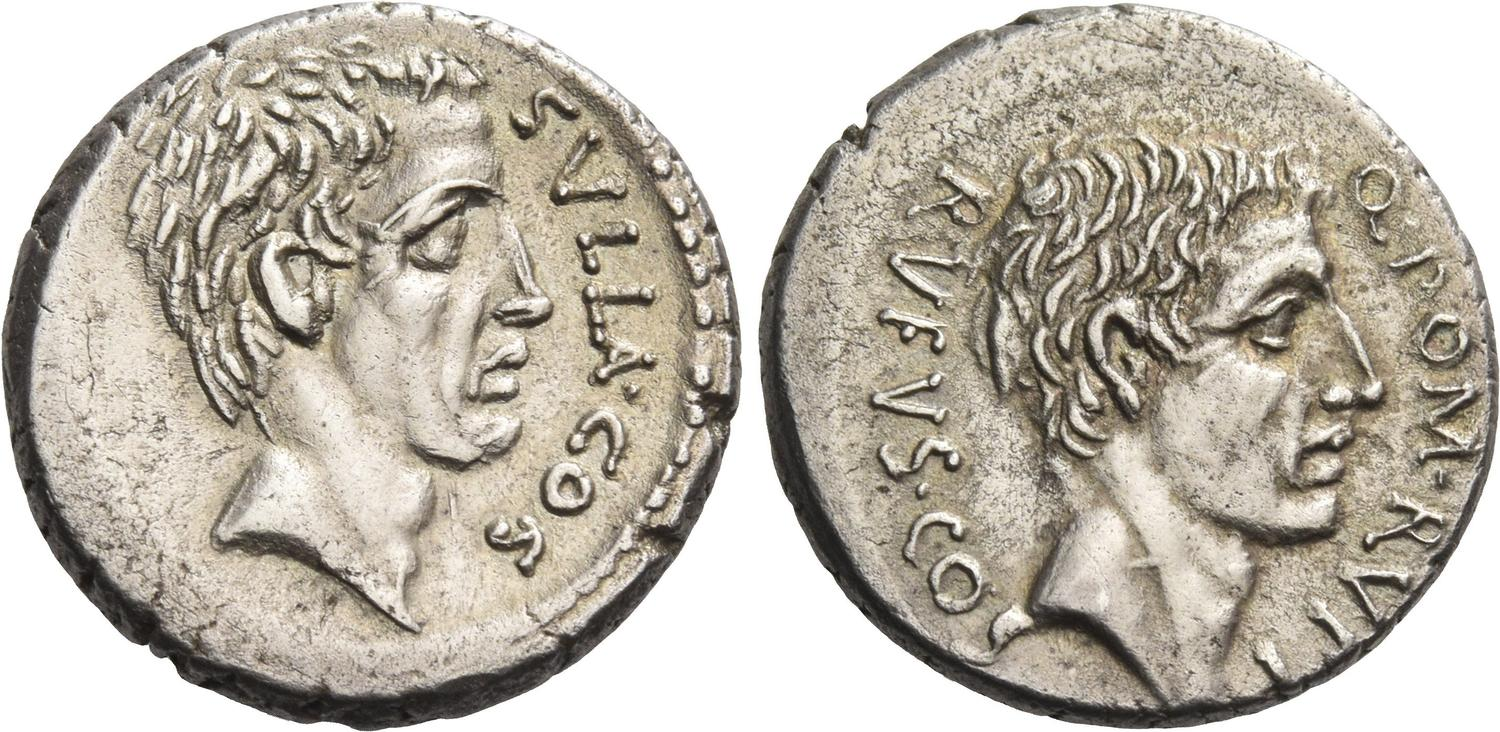
デナリウスに刻まれたスッラ（左）と同僚執政官ルフス（右）

#### ローマ進軍
スッラは狂ったように自分を攻撃したスルピキウスの死を願っていた。

しかし、彼は既に奴隷に裏切られていた。

スッラは自分の命令を守るため、その奴隷に自由を与えたが、

すぐに彼をタルペーイアの岩から落とすよう命令した。

この点ではスッラは公正だったと言えるだろう。
ウァレリウス・マクシムス『有名言行録』6.5.7

軍を掌握したスッラは、同僚執政官ポンペイウス・ルフスと共にローマに軍を向けた。元老院は2人のプラエトルを派遣してスッラに思いとどまるよう説得したが、その態度が不遜であったためファスケスを折られ、トガを引き裂かれて追い返された。マリウスは非正規軍を組織して準備していたが、スッラは正規6個軍団を率いており、夢にも吉兆が現れた。元老院は全ての権限をスッラに戻すと約束したが、スッラはローマに侵入し、非正規軍の抵抗があったため街に火をかけ蹂躙した。テルース神殿に追い詰められたマリウスは解放奴隷を味方につけようとしたが、スッラの手が迫ったために脱出した。
スッラは元老院を招集してスルピキウスやマリウスに公敵宣告したが、スルピキウスは既に自身の従者に殺されていた。この時、スカエウォラ・アウグルだけがスッラの強要に抵抗したという。しかし市民の反発は予想以上で、スッラの身内の幾人かが政務官選挙で落選した。スッラは民衆の反発を気にして形式的な自由を認め、反対派のルキウス・コルネリウス・キンナを翌年の執政官に据えることにした。キンナは石を持ってスッラの政策を継承する事を誓い、この誓いを破ればこの石のように追放されるであろうと言って、壇上から投げ捨てた。誓いに反してキンナは就任するとすぐ護民官にスッラを告発させたが、スッラはそれを無視してミトリダテス戦争へ出発した。出発前にアウグルに就任している。
なお、スッラのローマ進軍は史上初のことで、従来はマリウスの軍制改革によってローマ軍が司令官の私兵化した現れとされてきた。しかし以前にも護民官ガイウス・グラックスに対して元老院最終決議が下され、執政官が治安維持の名目で鎮圧した前例があり、その図式と同じという指摘もある。またスッラ配下の士官たちでスッラに同行したのは一人だけ（義理の親戚であるルキウス・リキニウス・ルクッルス）であり、一概に私兵化の結果とは言えない。

#### アテナイ包囲

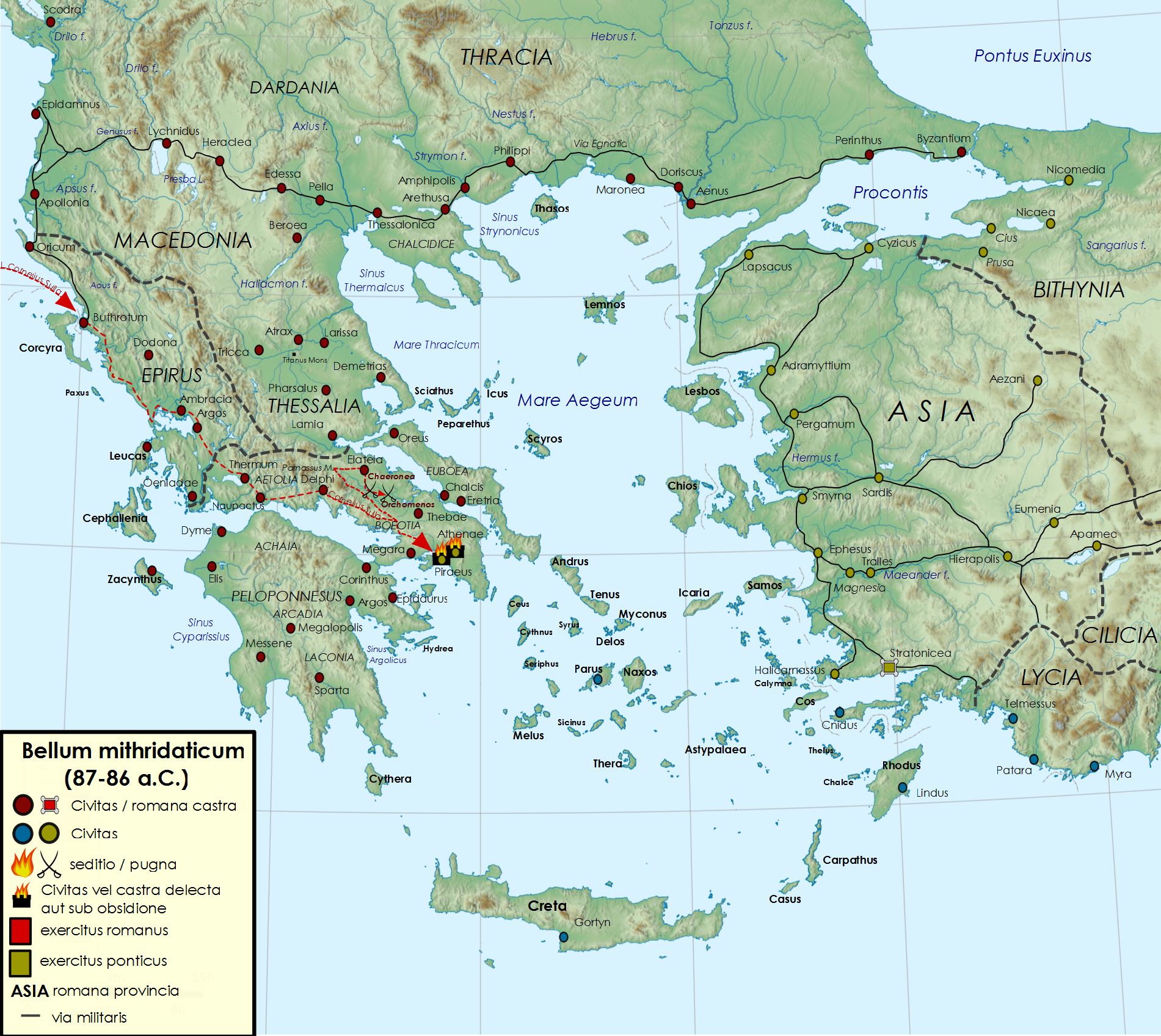
紀元前87年から86年にかけてのスッラの進軍

一個軍団をノラの包囲に残し、スッラはプロコンスルとして5個軍団を率いてギリシャに上陸した。ミトリダテスの将軍アルケラオスに付いていたボイオーティアはローマに寝返り、スッラはアテナイを包囲した。
アテナイはアルケラオスに占領されており、本国の状況が気になるスッラは、アテナイの外港ピレウスを激しく攻め立てた。急ぐ彼はアカデメイアやライシーアムの聖なる森を切り倒して利用し、デルポイやオリンピアなどから神聖な供物を提供させ戦費を捻出した。しかしピレウスは頑強に抵抗し、包囲は冬を越えた。スッラはルキウス・リキニウス・ルクッルスをクァエストルとして従軍させており、戦争中ペロポネソスで使用する硬貨を鋳造させた。また、海上封鎖を破るために船を調達させるべく、ルクッルスをエジプトやリビアに派遣した。ルクッルスは隠密裏にアレクサンドリアまで到達した。
アテナイの飢餓は徐々に深刻なものとなり、アルケラオスはピレウスから幾度か補給を試みたが、内通者が出て失敗した。ミトリダテスは息子アルカティアスに部隊を与えマケドニアからスッラを攻撃させようとしたが、アルカティアスは死去してしまった。スッラは抵抗の激しいピレウスの力攻めを諦め、アテナイの兵糧攻めに切り替えた。敵の守備に穴があることを知ったスッラは夜間奇襲をかけ、紀元前86年3月、アテネを陥落させた。スッラはピレウスは焼き払ったが、同行していた元老院議員の説得もあり、アテナイを略奪したものの破壊はせず、自治権はそのままにした。スッラはいまだ船を調達できずにいたため、アルケラオスはピレウスから脱出した

#### カイロネイアの戦い
スッラは戦いの前に、デルポイから奪ったアポロン像に祈ってみせた。

兵たちに、神々が彼に勝利を約束しているように見せかけたのだ
ウァレリウス・マクシムス『有名言行録』1.2.3

脱出したアルケラオスはテルモピュラエで総勢12万の戦力を再集結させた。敵が3倍以上であったためスッラは会戦を避けつつ移動し、アルケラオスの大軍がカイロネイア付近の岩場に宿営するのを見て攻撃を仕掛けた。会戦になるとは思っておらず油断したアルケラオスは陣頭指揮を執ってローマ軍を苦しめたものの、スッラが騎兵を率いて突入してきたため退却した。しかし隘路でアルケラオスの軍は大混乱に陥り、陣地に戻ることも出来ず、殺到するローマ軍から逃げ出した。この戦いでスッラは、敵の包囲戦術を封じるために自軍の左右に溝と柵を用意し、鎌戦車を封じるために杭を打たせた。戦車が突入してきたら回避させ、杭に引っかかった戦車を槍で攻撃して対処したという。
アルケラオスは要衝カルキスに逃げ延びたが、従った兵は1万足らずであった。ローマ軍は大量の戦利品を獲てアルケラオスを追った。敗戦の報に驚いたミトリダテスは、ガラティアの君主を殺害して配下に支配させ、キオス島の忠誠を疑い財産を没収して人々をポントゥスに連れ去るなどした。また、反乱を鎮圧しつつ、ギリシャの都市に自由と債務の解消を約束して懐柔した。

#### オルコメノスの戦い
スッラはボイオティアのオルコメノス付近でアルケラオスの残存兵と対峙していたが、ミトリダテスが新たに8万の援軍を差し向けていることを知ると、アルケラオスを攻撃した。だがローマ兵は以前のアルケラオスの強さに怖じ気づいていた。スッラは兵たちの間を駆け回って督戦し、奮起した兵たちを最後まで励まし続け、アルケラオスの息子を討ち取って勝利した。この戦いで崩壊しかかった戦列の前に出たスッラは剣を抜き、「おめおめと逃げ帰って、司令官はどうしたと聞かれたら、こう答えろ！ボイオティアで戦っておられますとな！」と兵たちに叫び、それを恥じた兵はスッラに続いて戦ったという。これらの戦いでスッラはインペラトルと歓呼された。アルケラオスはカルキスに逃げ延び、スッラはテッサリアで越冬を決め、自らも船を建造しつつルクッルスの艦隊を待った。

#### キンナ派のローマ進軍
国内ではキンナが同盟市戦争の結果市民権を与えられた新市民を、全35トリブスに登録する法を通過させ、マリウスを亡命から呼び戻す法案を提出した。それに反対する同僚執政官グナエウス・オクタウィウスや旧市民とローマで市街戦となり、キンナは追放された。キンナはノラを包囲するローマ軍を買収し、マリウスを北アフリカから呼び戻すと、ローマに進軍して占領した。執政官に復帰したマリウスとキンナはスッラと同じく敵対派閥への粛清を行った後、更に中立派の貴族達も処刑するなどより苛烈な復讐を行った。スッラは彼らによって国家の敵（hostis）とされた。
しかし翌前86年1月13日、マリウスは急逝した。キンナは補充執政官としてルキウス・ウァレリウス・フラックスを選出し、2個軍団を率いさせマリウスの代わりにミトリダテス戦争に送り出した。経験の浅いフラックスを補佐するレガトゥスとしてガイウス・フラウィウス・フィンブリアを付けたが折り合いが悪く、人徳のないフラックスから指揮権を取り上げたフィンブリアはフラックスを殺害し、更にミトリダテスと戦って彼をミュティレネまで追いやった。フィンブリアはイリオスなどを荒らし回り、被害を受けた都市はスッラに助けを求める始末だった。

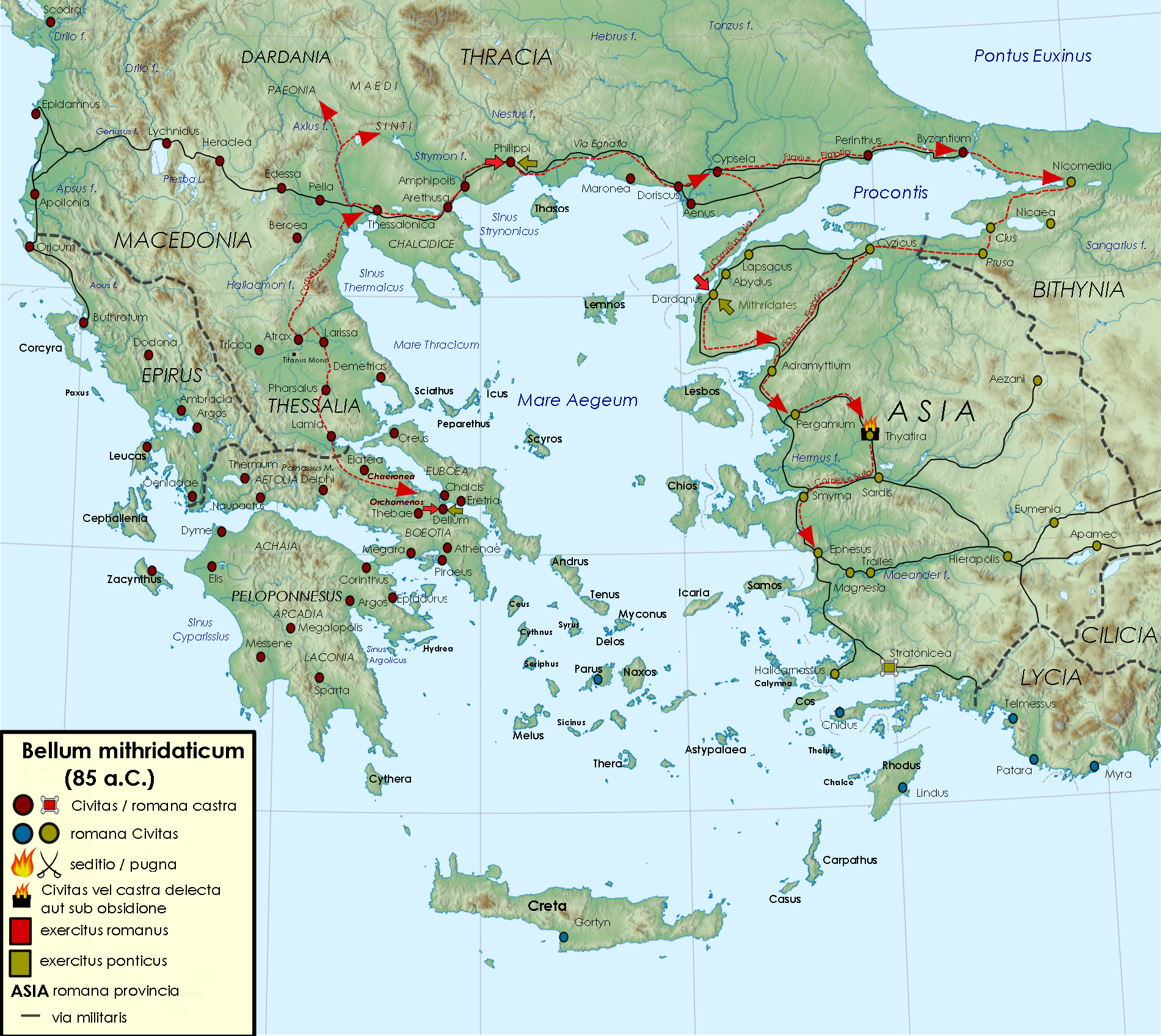
紀元前85年のスッラの進軍

#### ダルダノスの和約
追い詰められたミトリダテスはアルケラオスを通じて和睦を申し入れた。スッラは徴収した供物などの軍資金を使い切っており、また国家の敵となった今本国からの支援も期待出来ず、ルクッルスの艦隊も到着していなかったが、あえて高圧的な態度を取り、ミトリダテスの悪事を並べ立て、その軍勢16万をことごとく討ち滅ぼすつもりであると述べ、恭順する場合は占領地からの全面撤退と艦隊の委譲などを条件にした。更にアルケラオスに寝返るよう勧め、アルケラオスはそれには怒ったものの、守備兵を退去させミトリダテスに条件を伝えた。
ミトリダテスからの使者は、アルケラオスにフィンブリアと交渉すればもっと有利な条件を引き出せると伝えた。それに怒ったスッラは、フィンブリアを討伐し、直接アシアに乗り込んでミトリダテスと交渉すると宣言した。スッラはやっと到着したルクッルスの艦隊を率いて沿岸部を荒らし回りながら進撃し、トローアスでミトリダテスとの会談に及んだが、ミトリダテスは以前スッラがアリオバルザネス1世を復位させたことなど、ローマ側の非を鳴らした。スッラは以前マニウス・アクィッリウスがミトリダテスにフリュギアを与えることを約束したが、彼はローマで有罪となっており、それらの約束は無効であること。ギリシャの諸都市などに対して行った無法を許すつもりはなく、恭順する気がないのであれば力尽くでもギリシャを取り戻すと脅し、ついにミトリダテスはスッラに屈し、紀元前85年、和平が成立した（ダルダノスの和約）。
フィンブリアはスッラに法的な指揮権（インペリウム）はないことを主張したが、スッラに包囲されると兵士たちは相次いで脱走し、スッラ暗殺計画も失敗して会談を望んだ。しかしスッラは代理人を立てて相手にせず、フィンブリアは自決しその軍はスッラに吸収された。スッラは戦果を元老院に報告しつつ、艦隊を供出するなど協力した諸都市に対しては自由を与えたが、そもそもの開戦の原因となったローマ人虐殺にアシアの諸都市が協力したことを理由に、それらの都市からは戦費の徴収を命じた。

紀元前83年から82年にかけてのスッラの進軍

### ローマ奪回
スッラは戦後処理が一段落つくと再度のローマ占領へ向けて動き出した。キンナはスッラに向け冬期アドリア海渡航を命じた兵士の反乱によって紀元前84年に死亡していた。紀元前83年にスッラ軍はイタリアに侵入、パピリウス・カルボ、マリウスの子小マリウスがこれを迎え撃ったが、グナエウス・ポンペイウスやマルクス・リキニウス・クラッスス、ルキウス・セルギウス・カティリナ、クィントゥス・カエキリウス・メテッルス・ピウスらがスッラに合流してこれを破り、翌紀元前82年に再びローマに入ったスッラはマリウス派への報復として2度目の粛清を行った。膨大な数の元老院議員や騎士を処刑する一方で、自身の定めた規定に従わなかったクィントゥス・ルクレティウス・オフェッラを処刑する事で配下の諸将に対する統制も強化した。また、クィントゥス・セルトリウスもプロスクリプティオに載せている。
ポンペイウスに対しては、独裁官となってからも敬意を表していたが、しかし晩年になると自身と距離を取り始めたポンペイウスに不快感を示し、遺言状ではポンペイウスに言及しなかったという。
マリウス、スッラ両派の争いは短期間に3度もの首都占領と粛清を引き起こし、ローマの多くの人材が失われる激しい内戦となった。

### 独裁官就任と死

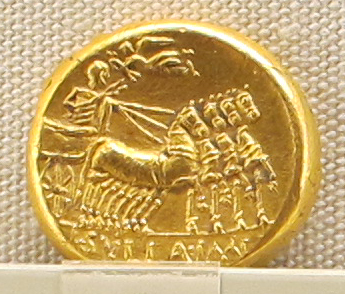
スッラの凱旋式を刻んだアウレウス金貨

スッラは残酷に、そして傲慢に内戦を勝ち抜いた。

彼の凱旋式には多くの外国人使節が臨席したが、

市民権を持つ町からの参加者はいなかった。
ウァレリウス・マクシムス『有名言行録』2.8.7

スッラはローマに入った紀元前82年に支配体制の要として長年選出されていなかった独裁官への就任を宣言した。通常独裁官は執政官によって指名されるが、普段は執政官選挙開催のために選出されるインテルレクスとして当時プリンケプス・セナトゥス（元老院第一人者）であったウァレリウス・フラックスが指名され、彼の召集したケントゥリア民会において、選挙の開催ではなく、スッラを「法の制定と国家再建のための独裁官」に選出する法を通過させた（Lex Valeria de Sulla dictatore）。同時に過去執政官やプロコンスルとして行った行為も承認され、将来行う処置についても承認された。通常半年の任期も定められていないことから、国家再建のためのフリーハンドが与えられたとも考えられ、キケロはこのウァレリウス法を、時代の要請とはいえ僭主を生み出してしまったと批判している。
スッラ体制はユリウス・カエサル、及びアウグストゥスによる帝政ローマの始まりまで続く最末期の共和政ローマにおける秩序となった。他にユピテル神殿の再建やタブラリウムの建設（フォロ・ロマーノ）、ポメリウムの拡張や護民官の権力縮小、プロスクリプティオの発令による民衆派の粛清、元老院議員の定員を300人から600人に倍増するなどの政策も実施した。他に退役兵には土地分配としてイタリアの植民市に送り込み、北イタリアのガリア・キサルピナを属州化、執政官と法務官経験者を属州総督として属州に赴任させる事（プロコンスル・プロプラエトル）も制度化した。この制度は既にマリウス時代から慣習として存在していたが、スッラはこれらを法律として明文化したという点に特徴がある（コルネリウス法）。
スッラの独裁官辞職時期について、旧来紀元前79年とされてきたが、紀元前80年に執政官に就任する前ではないかとする説もある。公職を離れると、別荘で前述のメトロビウスを初めとする娼婦、男婦を妻の目も憚らずに傍において気侭に暮らした。しかし晩年に内臓器官の疾患により蛆が体に住み着く奇病を患って急速に衰弱してしまい、程なく病没した。死後、反対派の貴族らはその遺骸を野に晒すべきとしたが、最終的には遺言に従って荘厳な葬儀が執り行われた。

## 人物
彼をきちんと評価出来る人間はいないだろう。

勝利するまではスキピオのように、

勝利してからはハンニバルのように振る舞ったあの人物を。

彼は貴族社会は守ったが、

無残にもイタリア中に市民の血の雨を降らせた。
ウァレリウス・マクシムス『有名言行録』9.2.1

サッルスティウスによれば、スッラはローマとギリシャ文化に通暁し、快楽を愛したがそれに溺れることなく有能かつ冷徹で、人当たりが良かったが巧妙に本心を隠し、他人に施すことを好んだという。 彼は幸運という二つ名を持っていたがそれは彼の努力の結果にすぎないとしている。ユグルタ戦争時には最初軍務に不慣れであったが、すぐに他の誰よりも達者になった。身分の低いものや兵士とも分け隔て無く付き合い、気前よく施したためすぐに人気となり、上司を貶めることなく精力的に行動し、負けず嫌いで誰よりも成果を挙げたという。ネアポリスではギリシャ風の出で立ちで闊歩していたという話も伝わっている。
ハリカルナッソスのディオニュシオスは、ローマの独裁官制度は設立以来ずっと節度を持って運用され、国家の危機を救う最後の希望であり続けたが、スッラはただ一人残虐にこの権力を行使し、非難と憎悪を集め、これによってローマ人は独裁官制度は専制政治であることに初めて気付いたとしている。スッラは元老院を平凡な人々で満たし、護民官の権限を極限まで削り、他の王国をほしいままに廃立復興させ、降伏した市民ですら4万人も虐殺し、諸都市を荒廃させたとまとめている。
スッラはその冷酷さと保守的な政策のイメージが強いが、改革者としての面もあり、その改革は後に続くアウグストゥスらによってそのまま残されたものも多く、砂田徹は彼をガイウス・グラックスと並ぶ政治家と評している。

### 家族
スッラはまだ若い頃イリアと結婚し娘を一人儲けた。更にアエリア、そしてクロエリアと結婚した。スッラは50の執政官当選時に有力貴族カエキリウス・メテッルス家の出身で、最高神祇官ルキウス・カエキリウス・メテッルス・ダルマティクスの娘であるカエキリア・メテッラと再婚したが、クロエリアを石女として十分な慰謝料を与えて離婚した数日後のことだった。市民たちはこの結婚を笑い種とし、ティトゥス・リウィウスによれば、多くの有力者はスッラが執政官であることは許容しても、彼女の夫としてはふさわしくないと憤慨したという。メテッラは元マルクス・アエミリウス・スカウルスの妻で、後にスッラは彼女とスカウルスとの間の娘アエミリア・スカウラをグナエウス・ポンペイウスに与えている。
しかしスッラはメテッラを尊重し、マリウス派との戦いでは彼女の助力を求め、アテネ占領時に壁にメテッラを揶揄する落書きがあった時は必要以上に犯人を罰したと噂された。メテッラは男女の双子を産み、ファウストゥス、ファウスタと名付けている。メテッラは後に重病にかかり、アウグルであったスッラは宗教的に穢れを忌避すべきだったため離婚し家から追い出したが、彼女の死後自らが発布した贅沢禁止の法律を破って盛大な葬儀を執り行っている。
メテッラの死後、スッラは弁論家として著名なクィントゥス・ホルテンシウス・ホルタルスの姉妹ウァレリアと再婚した。メテッラとの間の息子の一人は母よりも先に亡くなったが、スッラの死去した時には小さい子2人が残された。また、ウァレリアはスッラの死後娘を産み、ポストゥマと名付けられた。これは父の死後生まれた子につけられる名前である。
スッラの子孫は帝政ローマの体制でも生き残ったが（帝政期の元老院議員ファウストゥス・コルネリウス・スッラ・ルクッルスは玄孫）、ユリウス＝クラウディウス朝末期にネロ帝の粛清によってスッラ家は断絶に追い込まれた。

## 創作作品
- ヴォルフガング・アマデウス・モーツァルトのオペラ「ルーチョ・シッラ」では、傲慢で退廃した女好きの独裁者として登場する。
- 海外の著名な歴史小説家コリーン・マッカラの「ローマの覇者達」では、やはり傲慢で冷酷だが同時に有能な人物として登場する。当初はマリウスの下で活躍するも、次第にそれだけでは収まらない野心を持っていく策謀家として描かれている。
- ゲオルク・フリードリヒ・ヘンデルもスッラを主人公としたオペラ「シッラ」を書いている（初演1713年）[118]。ただしこのオペラについては疑問が多く、長く忘れられていたが近年蘇演され、2022年には日本でも、ファビオ･ビオンディ指揮のエウローパ・ガランテによる演奏、彌勒忠史による演出、ソニア・プリナによるタイトルロールで初演を迎えた[119]。
- 2002年製作の歴史ドラマ「ジュリアス・シーザー」ではリチャード・ハリスがスッラ役を演じた。

## 参考資料
- プルタルコス『対比列伝』。
- アウレリウス・ウィクトル『ローマ共和政偉人伝』。
- Giovanni Rotondi (1912). Leges publicae populi romani. Società Editrice Libraria
- T. R. S. Broughton (1952). The Magistrates of the Roman Republic Vol.2. American Philological Association
- Lynda Telford (2014). Sulla: A Dictator Reconsidered. Pen and Sword Military
- 砂田徹『共和政ローマの内乱とイタリア統合 退役兵植民への地方都市の対応』北海道大学出版会、2018年。ISBN 9784832968431。
- サッルスティウス 著、栗田伸子 訳『ユグルタ戦争 カティリーナの陰謀』岩波書店、2019年。
- 鷲田睦朗「「民衆派」と「閥族派」は滅ぼさねばならない：ローマ共和政後期における政治状況の理解に向けて」『パブリック・ヒストリー』第17巻、大阪大学西洋史学会、2020年、75-83頁、doi:10.18910/76014。